# Жолнерович, Валерий
Валерий Жолнерович (латыш. Valērijs Žolnerovičs; род. 19 апреля 1985, Вентспилс) — латвийский легкоатлет, специалист по бегу на длинные дистанции, марафону и стипльчезу. Выступал за сборную Латвии по лёгкой атлетике в 2000-х и 2010-х годах, многократный победитель и призёр первенств национального значения, действующий рекордсмен Латвии в марафоне и полумарафоне, участник двух летних Олимпийских игр.

## Биография
Валерий Жолнерович родился 19 апреля 1985 года в городе Вентспилс Латвийской ССР.
Занимался бегом в местном легкоатлетическом клубе, проходил подготовку под руководством тренера Дайниса Лодиньша.
Впервые заявил о себе в лёгкой атлетике на международном уровне в сезоне 2004 года, когда вошёл в состав латвийской национальной сборной и выступил на юниорском мировом первенстве в Гроссето — в зачёте бега на 3000 метров с препятствиями остановился на предварительном квалификационном этапе.
В 2005 году в стипльчезе закрыл десятку сильнейших на молодёжном европейском первенстве в Эрфурте.
В 2007 году на молодёжном европейском первенстве в Дебрецене вновь был десятым в той же дисциплине.
В 2008 году в беге на 3000 метров с препятствиями одержал победу на чемпионате Латвии в Валмиере, тогда как на соревнованиях в испанском Баракальдо установил свой личный рекорд в данной дисциплине — 8:31,70. Благодаря череде удачных выступлений удостоился права защищать честь страны на летних Олимпийских играх в Пекине — в программе стипльчеза в финал не вышел, показав в своём забеге время 8:37,65.
После пекинской Олимпиады Жолнерович стал больше специализироваться на длинных дистанциях, в частности в 2009 году выиграл чемпионат Латвии в беге на 5000 метров.
В 2011 году впервые попробовал себя на марафонской дистанции, занял 15-е место на Ганноверском марафоне (2:16:43) и 36-е место на Франкфуртском марафоне (2:16:29). Помимо этого, в Лиссабоне установил национальный рекорд Латвии в полумарафоне (1:04:43), который до настоящего времени остаётся непревзойдённым.
Выполнив олимпийский квалификационный норматив (2:18:00), прошёл отбор на Олимпийские игры 2012 года в Лондоне — здесь в марафоне из-за травмы сошёл с дистанции.
В 2013 году финишировал девятым на Венском марафоне (2:15:55) и 16-м на Франкфуртском марафоне (2:14:33).
В 2014 году представлял Латвию в марафоне на чемпионате Европы в Цюрихе — показал время 2:15:56 и расположился в итоговом протоколе соревнований на 12-й строке.
Находился в стартовом листе марафонцев на Олимпийских играх 2016 года в Рио-де-Жанейро, но в итоге на старт здесь не вышел.
В мае 2017 года на Рижском марафоне установил ныне действующий национальный рекорд Латвии — 2:14:24. Позже в этом сезоне бежал марафон на чемпионате мира в Лондоне.